# Ireneus
Ireneus of Ireneüs (van het Oudgriekse Εἰρηναῖος ;eirenaios; "vrede") is een jongensnaam. De vrouwelijke variant is Irene (en varianten). De Poolse variant is Ireneusz.

## Bekende personen met deze naam
- Ireneüs van Lyon (135-202), kerkvader
- Ireneus I van Jeruzalem (1939), patriarch van Jeruzalem (2001-2005)
- Ireneusz Jeleń (1981), Pools voetballer